# Cossacks 3
Cossacks 3 là một game chiến lược thời gian thực do hãng GSC Game World của Ukraina đồng phát triển và phát hành dự kiến ra mắt vào quý 4 năm 2015.. Trò chơi sẽ là một phiên bản làm lại của bản Cossacks năm 2001 và một lần nữa lấy bối cảnh chiến tranh ở châu Âu thế kỷ XVII–XVIII. Ngoài ra còn có sự trở lại của 12 quốc gia từ bản gốc với 70 loại đơn vị quân khác nhau, 100 nghiên cứu khoa học,và hơn 140 công trình lịch sử đa dạng. Game sẽ hỗ trợ tới 7 người chơi cùng lúc, số lượng quân lên đến hàng ngàn binh sĩ.
Khi nói về lối chơi của game, GSC cho biết trò chơi sẽ bám sát vào lối chơi xây dựng – khai thác – huấn luyện truyền thống. Game thủ sẽ cần đến công nhân để xây nhà, đốn gỗ, đào vàng, khai thác đá… để có một nền kinh tế vững chắc hậu thuẫn cho quân đội của mình. Tuy nhiên, Cossack thực sự khó khăn hơn nhiều so với những game chiến thuật khác ở chỗ nó nhấn mạnh vào yếu tố kinh tế trong game.Chiến tranh không chỉ là đấu súng hay xáp lá cà, mà nó còn là cuộc đọ sức về kinh tế, và bạn sẽ nhận thấy điều này khi khởi động chiến tranh.
Bạn sẽ cần vàng để trả lương cho binh sĩ, sắt và than (nguyên liệu chế tạo thuốc súng) sẽ liên tục tiêu hao theo từng phát súng, còn tốc độ tiêu hao lương thực sẽ ngày càng tăng theo số lượng quân mà người chơi sở hữu, và đây thực sự là một yếu tố khiến Cossack hấp dẫn với nhiều người, nhưng cũng đẩy lùi không ít các fan của thể loại chiến thuật đơn giản hơn.
Những hiệu ứng vật lý thực thụ cũng sẽ được đưa vào game nhằm tạo ra những trận chiến chân thực nhất, mô phỏng đường bay của từng phát súng trường lẫn những quả đại bác nặng hàng chục kg. Địa hình trong game cũng là một yếu tố quan trọng: các đơn vị trên cao có tầm bắn xa hơn trong khi đan pháo của đối phương dưới thấp có thể bị địa hình cản lại. Nếu cảm thấy đối thủ AI quá dễ dàng, bạn có thể tham gia vào những trận multiplayer với tối đa 6 game thủ khác theo nhiều thể thức như Free for All, Team Deathmatch hay cùng nhau hợp tác chống AI, hứa hẹn những trận chiến dài nhiều giờ liền trên chiến trường online.
Ngoài ra các nhà phát triển cũng đã nhắc đến việc hỗ trợ công cụ chỉnh sửa game (modding) cùng với việc phát hành trò chơi trong một cuộc phỏng vấn.